# Michel-Henri Canonne
Michel-Henri Canonne AA (* 27. Dezember 1911 in Kamerijkskasteel; † 30. April 1991) war ein französischer römisch-katholischer Bischof von Tuléar.

## Leben
Michel-Henri Canonne trat der Ordensgemeinschaft der Assumptionisten bei und empfing am 12. Juni 1943 die Priesterweihe. Johannes XXIII. ernannte ihn am 25. April 1959 zum Bischof von Tuléar.
Die Bischofsweihe spendete ihm der Erzbischof von Fianarantsoa, Xavier Ferdinand J. Thoyer SJ, am 25. Oktober desselben Jahres; Mitkonsekratoren waren Claude Rolland MS, Bischof von Antsirabé, und Camille-Antoine Chilouet CM, Bischof von Farafangana.
Er nahm an allen Sitzungsperioden des Zweiten Vatikanischen Konzils teil. Am 28. Februar 1974 trat er von seinem Amt zurück.